# Crateva simplicifolia
Crateva simplicifolia är en kaprisväxtart som beskrevs av J. S. Willer. Crateva simplicifolia ingår i släktet Crateva, och familjen kaprisväxter. Inga underarter finns listade i Catalogue of Life.